# You Raise Me Up
You Raise Me Up är en sång som ursprungligen skrevs av norrmannen Rolf Løvland och irländaren Brendan Graham till norsk-irländska gruppen Secret Gardens album Once in a Red Moon som släpptes 2001. Den 26 mars 2002 släpptes den också på en singel. På ursprungsversionen sjöngs sången som en duett med Brian Kennedy och Tracey Campbell-Nation.

## Coverversioner
Låten fick ett större genomslag under 2003 då den sjöngs av Josh Groban och fanns med på hans album Closer. Denna version blev en hit i Irland och i Storbritannien.
2005 spelades sången även in av det irländska pojkbandet Westlife. Låten släpptes den 24 oktober 2005 och är gruppens artonde officiella singel. Den 5 november 2005 klättrade den högst upp i topp på den brittiska hitlistan.
Sången har spelats in av ett mycket stort antal artister varav några nämns nedan.
Åsa Jinder har skrivit en text på svenska som heter Rör vid min själ, och den versionen har spelats in av Sanna Nielsen och släpptes på singel 2006. samt på hennes album Nära mej, nära dej från samma år. Christer Sjögren spelade in sången med Åsa Jinders text på albumet Schlagerminnen 2009. Thorleifs spelade också in sången med Åsa Jinders text på albumet Sweet Kissin' in the Moonlight: Den första kyssen från 2009.
Kari Tapio spelade in sången på finska, Kuin taivaisiin.
Sången finns även i ett arrangemang för blandad kör, skrivet av Karl-Fredrik Jehrlander. Il Divo har spelat in den med text på spanska, Por Ti Seré. På älvdalska sjöng 2011 svenska dansbandet Larz-Kristerz in sången under titeln "Du raiter upp mig".
I anime-serien Romeo x Juliet, som började sändas i Japan i april 2007, sjunger den koreanska sångerskan Lena Park en japansk version av sången som introduktionstema för avsnitten. I avsnitt sju sjungs den även helt på engelska, denna version också av Lena Park. Den engelska opera-kometen Paul Potts gav ut den på spanska på sin CD "One Chance" i mitten av 2007.

## Publicerad i
- Ung psalm 2006 som nummer 246 under rubriken "Håll om mig – tårar, tröst och vila".[6]